# Alice Zagury
Pour les articles homonymes, voir Zagury.
Alice Zagury, née le 20 novembre 1984 à Paris, est une entrepreneuse et cheffe d'entreprise française. Elle est cofondatrice et directrice de TheFamily.

## Biographie

### Enfance et éducation
Alice Zagury naît le 20 novembre 1984, en banlieue parisienne.
Après une prépa HEC et un master à l’EM Lyon, elle lance en 2011 le Camping, l’accélérateur du Silicon Sentier, un accélérateur de startups français,. 

### Carrière
En 2013 elle cofonde The Family aux côtés de Nicolas Colin et de Oussama Ammar et en prend la tête,,,.
Elle intervient ponctuellement dans différents médiaspour parler de sujets liés à l'entrepreneuriat et au numérique.
En 2017, accompagnée du député Jean-Noël Barrot, elle réalise pour Bercy un rapport sur le financement des entreprises françaises,.
La société The Family, qu'elle dirige, porte plainte en mars 2022 pour abus de confiance, faux et usage de faux, contre Oussama Ammar, son ancien associé et cofondateur. En janvier 2023, The Family se porte partie civile dans cette affaire pour un détournement qui pourrait s'élever à 4,5 millions €.